# Atypopenaeus
Genre
Atypopenaeus est un genre de crustacés décapodes dont les représentants ressemblent à des crevettes.

## Liste des espèces
Selon Catalogue of Life (11 novembre 2017) :
- Atypopenaeus bicornis Racek & Dall, 1965
- Atypopenaeus compressipes (Henderson, 1893)
- Atypopenaeus dearmatus De Man, 1907
- Atypopenaeus formosus Dall, 1957 - crevette orange
- Atypopenaeus stenodactylus (Stimpson, 1860) - crevette périscope